# 日向伯周
日向 伯周 (ひなた はくしゅう) は、日本の書家。
本名：日向 雅之（ひなた まさゆき）。

## 経歴
長野県生まれ。
長野県野沢北高等学校卒業。
1999年、東洋大学文学部卒業。
駒沢女子大学講師、毎日書道会審査会員、創玄書道会一科審査会員、日向書道教室主宰、松風閣書藝院理事長。元東洋大学文学部書道講座講師、元NHK文化センター青山教室講師。

## 受賞歴
*2006年、第58回毎日書道展毎日賞。
*2015年、第51回創玄書道展準大賞。
*2019年、第71回毎日書道展グランプリ会員賞。
*2020年、改組第五回日展入選

## 毛筆揮毫
2018年、一般社団法人最先端表現技術利用推進協会「羽倉賞」毛筆題字。
2021年映画「KAPPEI」毛筆題字。同年、日中韓名家オンライン書法展出品。

## 編著
『比較して学ぶ 王羲之と董其昌』編著（アートライフ社) ISBN 4908077002